# Штромфельд, Аурел
Аурел Штромфельд (венг. Stromfeld Aurél; 19 сентября 1878, Будапешт, Австро-Венгрия — 10 октября 1927, Будапешт, Венгерское королевство) — венгерский военачальник, начальник штаба Красной Армии Венгерской советской республики. Видный военный стратег.

## Биография
Немец по происхождению. В молодости избрал карьеру военного. С 1896 года учился в Венгерской королевской военной академии «Людовика», окончив которую, продолжил обучение в Венской военной академии (1905).
В 1907 году стал преподавателем военной академии «Людовика». В 1913 году назначен профессором.
Участник Первой мировой войны. Служил начальником штаба различных корпусов австро-венгерской императорской армии на Сербском фронте. Так, в апреле-мае 1915 года исполнял обязанности начальника штаба XIII корпуса. С августа 1915 по апрель 1917 года командовал штабом XXVI корпуса генерала Иоганна Риттера фон Энрикеса. Руководил Белградским наступлением. Позже переведён на Восточный фронт. После выхода России из войны послан на итальянский фронт.
Окончил войну в чине полковника Генерального штаба. Вернулся на родину после «Революции астр» и распада Габсбургской монархии, 19 ноября 1918 года. В январе 1919 года вступил в Социал-демократическую партию Венгрии.
После возникновения Венгерской советской республики, 25 марта 1919 года было принято решение о формировании Венгерской Красной Армии. Движимые патриотизмом, многие офицеры и солдаты бывшей Австро-Венгерской армии, Народной армии правительства Каройи и Красной гвардии, в их числе и полковник А. Штромфёльд, вступили в её ряды.
Народным комиссаром по военным делам и первым командующим венгерской Красной Армией был назначен Вильмош Бём, в бытность которого военным министром правительства Беринкеи Штромфёльд уже служил государственным секретарём.
К середине апреля 1919 года общая численность армии составляла 56 тыс. человек (шесть пехотных дивизий неполного состава).
16 апреля 1919 года войска Румынии начали боевые действия против ВСР. В это время, по состоянию на 16 апреля 1919 года, венгерская Красная армия насчитывала 73 батальона и 34 артиллерийские батареи.
21 апреля 1919 года было создано командование Восточной армией, начальником штаба был назначен полковник Аурел Штромфёльд.
27 апреля 1919 года боевые действия против Венгерской советской республики начали войска Чехословакии.
Благодаря энергичным мерам, Штромфёльду за двое суток удалось создать по-настоящему боеспособный генеральный штаб Красной армии. На отдельных участках фронта удалось приостановить отступление красноармейских венгерских частей.
6 мая 1919 года все подразделения Красной армии были подчинены высшему командованию В. Бёму и Штромфёльду, и смогли продвинуться вперёд. Штромфельд сыграл ключевую роль в обеспечении того, что к середине мая 1919 года венграм удалось не только победить чехов в районе Шальготарьян и восстановить положение у Мишкольца, но и захватить значительные территории в Верхней Венгрии (ныне Словакия), что дало возможность 16 июня 1919 г. провозгласить Словацкую советскую республику в Прешове.
Успешное Северное наступление венгерской Красной армии в первой половине июня 1919 г. вызвало дипломатические ноты держав Антанты, в которых они потребовали немедленно прекратить военные действия и вывести военные части Венгерской советской республики на линию, предусмотренную на Парижской мирной конференции.
В условиях резких внутренних разногласий Советское правительство приняло решение о выводе армии с завоёванных территорий. При этом А. Штромфёльд и ряд других военачальников Красной армии обжаловали это решение. 1 июля 1919 года А. Штромфёльд подал в отставку в знак протеста против принятого решения правительства, наносящего непоправимый ущерб делу революции в Венгрии.
После падения Венгерской советской республики был арестован новым правительством Хорти и приговорён к трём годам заключения с лишением всех воинских званий, наград и пенсии. В 1921 году, выйдя на свободу, вынужден был работать разнорабочим на заводе. В 1923 году вновь арестован и провёл в тюрьме шесть месяцев.
С 1923 года поддерживал связь с Коммунистической партией Венгрии, членом которой он был с 1925 года.
Автор книги «Készül az új háború!» («Броня для новой войны», дословно «Готовится новая война!»).
Похоронен на кладбище Керепеши в Будапеште. Посмертно в 1945 году ему присвоено звание генерал-полковника.